# 1978 في العراق
فيما يلي قوائم الأحداث التي وقعت خلال عام 1978 في العراق.

## كتب
من الكتب التي صدرت هذه السنة في العراق:
- 1 يناير – البحث عن وليد مسعود من تأليف جبرا إبراهيم جبرا.

## مواليد

### يناير
- 1 يناير – نغم نوزات طبيبة توليد ونساء عراقية.
- 8 يناير – أحمد عبد الجبار لاعب كرة قدم عراقي.

### مارس
- 5 مارس – برزو مجيد
- 29 مارس – حسام الرسام مغني عراقي.

### أغسطس
- 6 أغسطس – محمد الدراجي مخرج أفلام عراقي.

## وفيات

### يناير
- 1 يناير – أرشد العمري (مواليد 1888)

### أكتوبر
- 9 أكتوبر – عادل بشير (مواليد 1926) لاعب كرة قدم عراقي.